# 9379 Dijon
9379 Dijon (1993 QH3) là một tiểu hành tinh vành đai chính được phát hiện ngày 18 tháng 8 năm 1993 bởi E. W. Elst ở Caussols.